# Shenzhen Development Bank
Die Shenzhen Development Bank war ein 1987 gegründetes chinesisches Kreditinstitut mit Firmensitz in Shenzhen.
2011 erwarb die Ping An Bank (Tochter der Ping An Insurance) eine kontrollierende Mehrheit von Anteilen an der SDB. Seit 2012 dient die SDB der Ping An Bank als Börsenmantel.